# نیکولاس موئرلوس
نیکولاس موئرلوس (انگلیسی: Nicolaas Moerloos; ۱۰ اوت ۱۹۰۰ – ۵ سپتامبر ۱۹۴۴) ژیمناست هنری و وزنه‌بردار اهل بلژیک بود.